# Kamir
Kamir é uma cidade do Paquistão localizada na província de Punjab.